# Pasquale Valentini

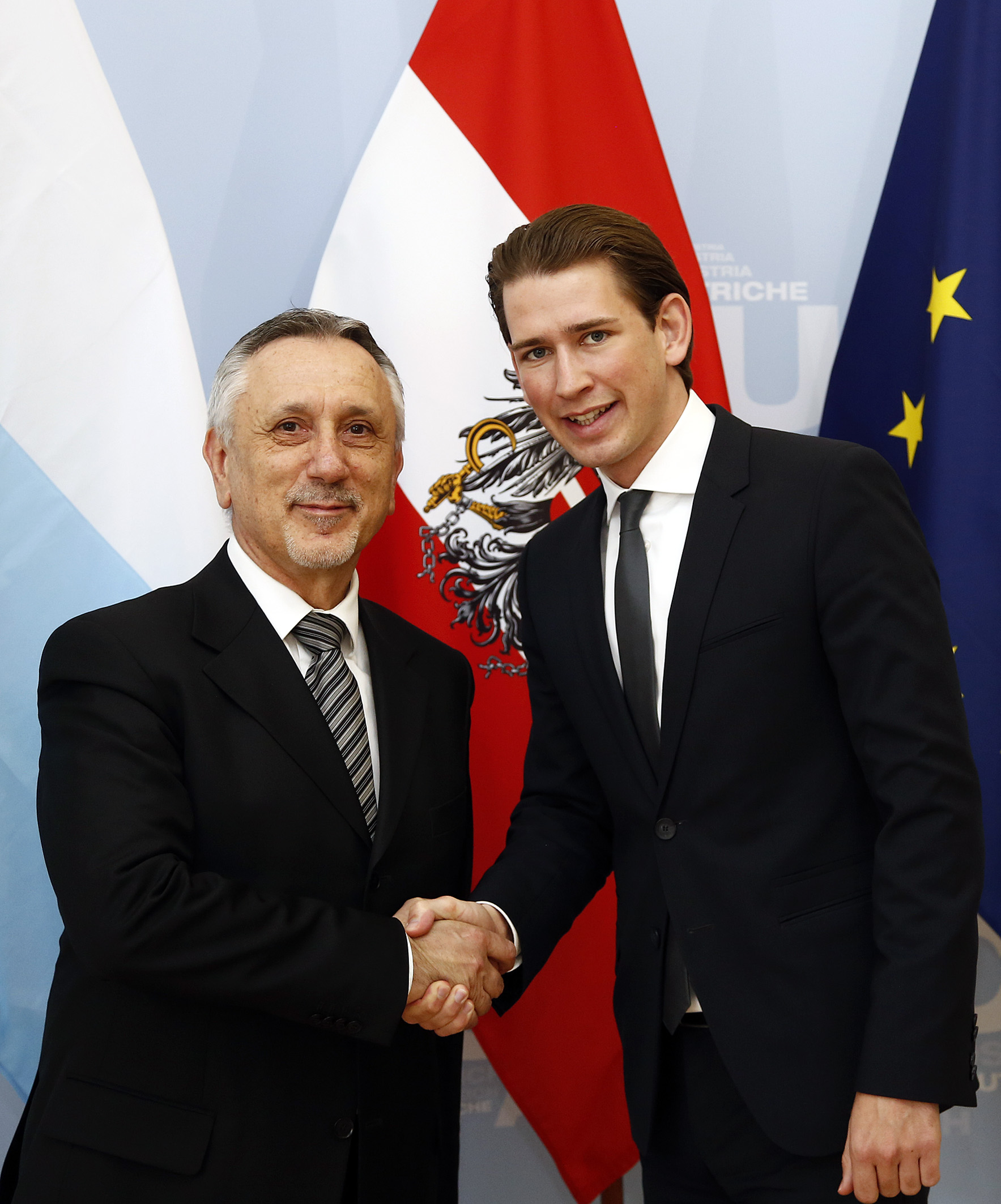
Pasquale Valentini (links) mit Österreichs Außenminister Sebastian Kurz.

Pasquale Valentini (* 19. Juli 1953 in San Marino) ist ein Politiker aus San Marino. Er war mehrfach Minister, zuletzt von 2012 bis 2016 Außenminister und damit Regierungschef von San Marino.

## Leben
Valentini schloss das Studium der Mathematik an der Universität Bologna 1977 mit einem Diplom ab. Seit 1977 als Lehrer tätig, unterrichtete er bis 1993 Chemie, Mathematik, Physik und Naturwissenschaften in der Mittelstufe, seit 1993 war er Mathematiklehrer in der Oberstufe. Valentini war in der Gewerkschaft CDLS aktiv.
Valentini ist verheiratet und hat drei Kinder.

## Politische Karriere
Valentini war stellvertretender Fraktionsvorsitzender des PDCS und Leiter der Parteizeitung San Marino. Er gehörte dem Parteivorstand und dem Sekretariat der Partei an. Von 2007 bis 2010 war er politischer Sekretär des PDCS.
1988 wurde er zum ersten Mal für die christdemokratische PDCS in das san-marinesische Parlament, den Consiglio Grande e Generale, gewählt, dem er seither ohne Unterbrechung angehört. Während seiner Abgeordnetenzeit war er Mitglied mehrerer Parlamentsausschüsse, darunter des Consiglio dei XII.
Von Juli 2001 bis Juni 2002 und erneut von Dezember 2002 bis Dezember 2003 war er Minister für Erziehung, Universität und Kulturinstitutionen. Am 30. April 2010 wurde er Finanzminister und seit der Regierungsumbildung vom 5. Dezember 2012 bis zum 27. Dezember 2016 war er Außenminister und damit im Kabinett Bene Comune Regierungschef von San Marino. Bis zum Ende der Amtszeit von Teodoro Lonfernini als Capitano Reggente leitete Valentini kommissarisch auch das Tourismusministerium.